# Tú Sương
Tú Sương (sinh ngày 30 tháng 12 năm 1977) là nghệ sĩ cải lương tại Việt Nam. Cô được Nhà nước Việt Nam phong tặng danh hiệu Nghệ sĩ Ưu tú năm 2015. Cô được soạn giả Nguyễn Phương đặt cho biệt danh "Viên ngọc bích của sân khấu cải lương tuồng cổ Việt Nam".

## Cuộc đời và sự nghiệp
Tú Sương tên thật là Lê Tú Sương, sinh ngày 30 tháng 12 năm 1977, là con gái thứ hai của đôi vợ chồng nghệ sĩ tuồng cổ Trường Sơn - Thanh Loan. Chị cả Ngọc Nga và em gái Lê Thanh Thảo của cô cũng đều theo nghề hát. 3 chị em cô là hậu duệ 5 đời của nghệ nhân hát bội Vĩnh - Xuân, cháu cố của nghệ sĩ tài danh Bầu Thắng, cháu ngoại của nghệ sĩ bậc thầy Minh Tơ - Bảy Sự, cháu nội của nghệ nhân đánh trống Bảy Đực.
Do sinh trưởng trong một gia đình nhiều đời theo nghiệp nghệ sĩ, sinh hoạt trong môi trường diễn xuất, từ năm 4 tuổi, cô bắt đầu học thuộc từng câu thoại của cha mẹ trong các trích đoạn cải lương. Cô thường xuyên cùng bạn hữu trong xóm trốn ra đình rồi bắt chước người lớn diễn tuồng. Nhờ đó, cô được các nghệ sĩ trong đoàn phát hiện tài năng và cho tham gia đi theo đoàn hát lưu diễn.
Năm 1990, cô tham gia nhóm Đồng ấu Bạch Long do nghệ sĩ Bạch Long tổ chức và nhanh chóng được giao hát các vai chính trong các vở tuồng của sân khấu thiếu nhi này như: Chú ngựa bạch và Củ cải khổng lồ và Cóc kiện trời. Năm 1992, nghệ sĩ trẻ Vũ Luân tham gia nhóm Đồng ấu Bạch Long và trở thành bạn diễn ăn ý nhất với cô cho đến tận ngày nay.
Năm 1994, sau khi nhóm Đồng ấu Bạch Long giải thể, cô được Đoàn tuồng cổ Minh Tơ mời về hát chính trong một số vở như Oan oan tình, khi vừa tròn 17 tuổi, diễn xuất chung với các nghệ sĩ tiền bối như Ánh Tuyết và Hoàng Tuấn.
Năm 1995, cô đoạt Huy chương vàng giải Triển vọng của Giải thưởng Trần Hữu Trang cùng với Cẩm Tiên, Phượng Ngân, Trinh Trinh.
Những năm sau này, cô hoạt động liên tục trên sân khấu Nhà hát Trần Hữu Trang, xuất hiện trong các vở Đêm phán xét, Ra giêng anh cưới em. Cũng như thu video nhiều tuồng cải lương.
Hiện nay, Tú Sương đang là đào chánh của Đoàn Thắp sáng Niềm tin – trực thuộc Nhà hát cải lương Trần Hữu Trang. Cô đã hát qua các vở: Hoa Vương Tình Mộng, Phước Lộc Thọ, Máu nhuộm sân chùa và Đứa con họ Triệu. Đặc biệt với vai Trần Thị Dung trong vở cải lương lịch sử Dấu Ấn Giao Thời, Tú Sương đã đoạt Huy chương vàng tại Hội diễn Sân khấu Cải lương Chuyên nghiệp Toàn quốc năm 2009.
Song song đó, cô còn cộng tác với Nhóm xã hội hóa của nghệ sĩ Vũ Luân và hát chánh với anh trong các vở Lương Sơn Bá Chúc Anh Đài và Võ Tắc Thiên và Thái Bình công chúa.

## Các vai diễn nổi bật
- Chúc Anh Đài trong Lương Sơn Bá - Chúc Anh Đài (diễn chung với Vũ Luân)

- Trần Thị Dung trong Dấu Ấn Giao Thời (diễn với Lê Trung Thảo)

- Bạch Xà trong Tình Người Kiếp Rắn (diễn chung với Vũ Luân)

- Tây Thi trong Giang Sơn Mỹ Nhân / Thất Thủ Cô Tô Thành (diễn chung với Vũ Luân)

- Tạ Huê Đàn trong Xử Bá Đao Từ Hải Thọ (diễn chung với Vũ Luân)

- Liên Hương trong Hồ Ly Luỵ Tình (diễn chung với Vũ Luân)

- Lữ Bố trong Phụng Nghi Đình

- Mỵ Châu trong Chiếc Áo Thiên Nga (diễn với Kim Tử Long)

## Các danh hiệu, giải thưởng
- Nghệ sĩ Ưu tú (2015)
- Huy chương vàng Triển vọng Giải thưởng Trần Hữu Trang (1995)
- Giải Diễn viên Tài sắc (do báo Sân khấu Thành phố tổ chức, 2004)
- Giải Mai Vàng (do báo Người Lao động tổ chức, 2004)
- Giải Tài năng Trẻ toàn quốc (do Cục Nghệ thuật Biểu diễn tổ chức, 2007).
- Huy chương vàng Hội diễn Sân khấu Cải lương Chuyên nghiệp toàn quốc (2009)
- Giải Mai Vàng( do báo người lao động tổ chức, 2014)
- Giải Mai Vàng( do báo người lao động tổ chức, 2020)
- Huy chương vàng Hội diễn Sân khấu Cải lương Chuyên nghiệp toàn quốc (2021)
- Giải Mai Vàng( do báo người lao động tổ chức, 2022)

## Đời tư
Chồng hiện tại của cô là Lê Thanh Quang, một Việt kiều người Mỹ, người mà cô cho biết đó là mối tình đầu của mình.
Trước khi đến với Lê Thanh Quang, cô đã từng kết hôn. Lần đầu cô sinh hạ được 2 người con gái là Tú Quyên (sinh năm 1999) và Hồng Quyên (sinh năm 2002). Sau khi chia tay với chồng, cô từng trải qua một cuộc tình đổ vỡ trước khi lập gia đình lần nữa.